# 1574 Маєр
1574 Маєр (1574 Meyer) — астероїд головного поясу, відкритий 22 березня 1949 року.
Тіссеранів параметр щодо Юпітера — 3,067.